# پرتره والی
پرترهٔ والی (آلمانی: Bildnis Walburga Neuzil) نقاشی رنگ و روغن اثر هنرمند اتریشی، اگون شیله است که در ۱۹۱۲ از والی نئوزیل کشیده است؛ زنی که در ۱۹۱۱ ملاقات کرد وقتی خودش ۲۱ سال داشت و والی ۱۷ ساله بود. والی برای چند سال، معشوقه و مدل نقاشی شیله بود که در بسیاری از نقاشی‌های مهم و تأثیرگذار شیله، به تصویر درآمده. در ۱۹۵۴ نقاشی به دست رودولف لئوپولد رسید و در مجموعه موزه لئوپولد که با خرید ۵۰۰۰ قطعه از مجموعه لئوپولد توسط دولت اتریش تأسیس شده بود، قرار گرفت. در ۱۹۹۸ و هنگام برگزاری نمایشگاهی از آثار شیله در موزه هنر مدرن در شهر نیویورک، سابقه مالکیت نقاشی در مقاله‌ای در نیویورک تایمز به چاپ رسید. پس از انتشار این مقاله، وارثان «لیا بوندی جارای» به عنوان کسی که اثر پیش از جنگ جهانی دوم به او تعلق داشته، با دادستان منطقه نیویورک تماس گرفتند و درخواست کردند حکم منع بازگشت اثر به اتریش را صادر کند. این مسئله باعث شد وضعیت اثر برای چندین سال به دست وارثان بوندی که ادعا می‌کردند نقاشی توسط نازی‌ها به سرقت رفته و باید به آن‌ها بازگردانده شود، نامشخص باشد.
در ژوئیه ۲۰۱۰، موزه لئوپولد موافقت کرد ۱۹ میلیون دلار به ورثه بوندی بپردازد تا آن‌ها دست از ادعای خود بردارند.